# Esther Dale
Pour les articles homonymes, voir Dale.
Esther Dale est une actrice américaine, née à Beaufort (Caroline du Sud, États-Unis) le 10 novembre 1885, morte à Hollywood (Californie, États-Unis) le 23 juillet 1961.

## Biographie
Au cinéma, de 1934 à 1960, Esther Dale apparaît dans cent-trois films américains (dont de nombreuses comédies), comme second rôle de caractère, parfois sans être créditée. Un de ses films les plus connus est Cette sacrée vérité (1937) de Leo McCarey, où elle interprète la mère de Ralph Bellamy (Daniel « Dan » Leeson), aux côtés de Cary Grant et Irene Dunne.
À la télévision, elle contribue à quinze séries, de 1952 à 1961, année de sa mort.
Au théâtre, Esther Dale joue à Broadway (New York) dans huit pièces, entre 1932 et 1948, dont deux (en 1932 et 1933) avec le jeune James Stewart — qu'elle retrouvera au cinéma, notamment dans Le Lien sacré (1939) —.

## Filmographie partielle

### Au cinéma
- 1934 : Crime Without Passion de Ben Hecht et Charles MacArthur
- 1935 : Vivre sa vie (I live my Life) de W. S. Van Dyke
- 1935 : Boucles d'or (Curly Top) d'Irving Cummings
- 1935 : Soir de noces (The Wedding Night) de King Vidor
- 1935 : Mondes privés (Private Worlds) de Gregory La Cava
- 1935 : Mary Burns, la fugitive (Mary Burns, Fugitive) de William K. Howard
- 1936 : Sans foyer (Timothy's Quest) de Charles Barton
- 1935 : Griseries (I dream too much) de John Cromwell
- 1936 : Hollywood Boulevard de Robert Florey
- 1936 : Furie (Fury) de Fritz Lang
- 1936 : La Brute magnifique (Magnificent Brute) de John G. Blystone
- 1937 : Rue sans issue (Dead End) de William Wyler
- 1937 : Cette sacrée vérité (The Awful Truth) de Leo McCarey
- 1937 : La Vie facile (Easy Living) de Mitchell Leisen
- 1938 : Derrière les grands murs (Condemned Women) de Lew Landers
- 1938 : Paradis volé (Stolen Heaven) d'Andrew L. Stone
- 1938 : Jeunes filles en surveillance (Girls on Probation) de William C. McGann
- 1939 : Le Lien sacré (Made for Each Other) de John Cromwell
- 1939 : Au service de la loi ou Une forte tête (Sergeant Madden) de Josef von Sternberg
- 1939 : Emporte mon cœur (Broadway Serenade) de Robert Z. Leonard
- 1939 : Un homme à la page (Tell No Tales) de Leslie Fenton
- 1939 : Femmes (The Women) de George Cukor
- 1939 : 6000 Enemies de George B. Seitz
- 1939 : Chantage (Blackmail), de H. C. Potter
- 1939 : A Child Is Born de Lloyd Bacon
- 1940 : Abraham Lincoln (Abe Lincoln in Illinois) de John Cromwell
- 1940 : Convicted Woman de Nick Grinde
- 1940 : Laddie de Jack Hively
- 1940 : La Tempête qui tue (The Mortal Storm) de Frank Borzage
- 1940 : Éveille-toi mon amour (Arise, my love) de Mitchell Leisen
- 1941 : Le Collège en folie (All-American Co-Ed) de LeRoy Prinz
- 1941 : Histoire inachevée (Unfinished business) de Gregory La Cava
- 1941 : Magie musicale (The Hard-Boiled Canary) d'Andrew L. Stone
- 1941 : Joies matrimoniales (Mr. & Mrs. Smith) d'Alfred Hitchcock
- 1941 : Aloma, princesse des îles (Aloma of the South Seas) d'Alfred Santell
- 1942 : Ten Gentlemen from West Point d'Henry Hathaway

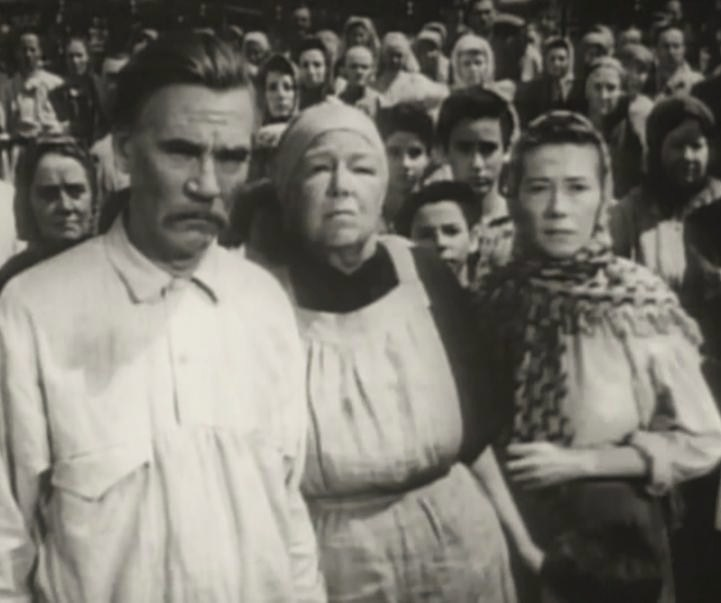
De gauche à droite : Walter Huston, Esther Dale et Ruth Nelson, dans L'Étoile du Nord (1943).

- 1943 : The Amazing Mrs. Holliday de Bruce Manning
- 1943 : L'Étoile du Nord (The North Star) de Lewis Milestone
- 1943 : L'Impossible Amour (Old Acquaintance) de Vincent Sherman
- 1946 : La Voleuse (A Stolen Life) de Curtis Bernhardt
- 1946 : Le Droit d'aimer (My Reputation) de Curtis Bernhardt
- 1947 : La Danse inachevée (The Unfinished Dance) d'Henry Koster
- 1947 : L'Œuf et moi (The Egg and I) de Chester Erskine
- 1948 : Si bémol et Fa dièse (A Song is born) d'Howard Hawks
- 1949 : Mariage compliqué (Holiday Affair) de Don Hartman
- 1950 : L'Étranger dans la cité (Walk Softly, Stranger) de Robert Stevenson
- 1950 : Chaînes du destin (No Man of Her Own) de Mitchell Leisen
- 1951 : Le Bal du printemps (On Moonlight Bay) de Roy Del Ruth
- 1951 : L'Âge d'aimer (Too Young to Kiss) de Robert Z. Leonard
- 1952 : Ma and Pa Kettle at the Fair de Charles Barton
- 1952 : Chérie, je me sens rajeunir (Monkey Business) d'Howard Hawks
- 1957 : Fureur sur l'Oklahoma (The Oklahoman) de Francis D. Lyon
- 1959 : Le Bruit et la Fureur (The Sound and the Fury) de Martin Ritt
- 1960 : Le Grand Sam (North to Alaska) d'Henry Hathaway

### À la télévision
- 1957 : Maverick, Saison 1, épisode 3 According to Hoyle de Budd Boetticher
- 1957 : La Grande Caravane (Wagon Train), Saison 1, épisode 14 The Julia Gage Story de Sidney Lanfield
- 1961 : Dobie Gillis (The Many Loves of Dobie Gillis), Saison 2, épisode 19 Will Success Spoil Dobie's Mother ? de Rod Amateau
- 1961 : Échec et mat (Checkmate), Saison 1, épisode 33 The Thrill Seeker de Don Taylor

## Théâtre
Pièces jouées à Broadway
- 1932 : Carry Nation de Frank McGrath, mise en scène de Blanche Yurka, avec Joshua Logan, Mildred Natwick, Barbara O'Neil, James Stewart
- 1933 : Another Language de Rose Franken, avec Margaret Wycherly
- 1933 : Primavera en otoño (Spring in Autumn) de Gregorio Martínez Sierra, adaptation de Blanche Yurka et Nene Belmonte, mise en scène de Bretaigne Windust, avec Richard Hale, Mildred Natwick, James Stewart, Blanche Yurka
- 1934 : By Your Leave de Gladys Hurlbut et Emma Wells, avec Dorothy Gish, Josephine Hull, Howard Lindsay
- 1934 : Picnic de Gretchen Damrosch, avec Jean Adair, Millard Mitchell
- 1934 : Spring Freshet de (et mise en scène par) Owen Davis, avec Thurston Hall, Richard Whorf
- 1945 : And Be My Love d'Edward Caulfield, avec Walter Hampden
- 1948 : Harvest of Years de DeWitt Bodeen